# Isolamento geográfico

Formas de Especiação

Isolamento geográfico é a separação física de subpopulações de uma espécie. As barreiras que isolam as subpopulações podem ser um rio que corta uma planície, um vale que divide dois planaltos ou um braço de mar que separa ilhas e continentes.
Especiação é o nome dado ao processo de surgimento de novas espécies a partir de uma espécie ancestral. De modo geral, para que isso ocorra é imprescindível que grupos da espécie original se separem e deixem de se cruzar. Essa separação constitui o isolamento geográfico e pode ocorrer por migração de grupos de organismos para locais diferentes e distantes, ou pelo surgimento súbito de barreiras naturais intransponíveis, como rios, vales, montanhas etc., que impeçam o encontro dos componentes da espécie original. O isolamento geográfico, então, é a separação física de organismos da mesma espécie por barreiras geográficas intransponíveis e que impedem o seu encontro e cruzamento. O isolamento geográfico ocorre com surgimento de uma barreira física e isso, consequentemente, leva à especiação. Com o surgimento dessa barreira, que pode ser um rio, uma montanha, uma geleira, a espécie será dividida em mais de uma população, separadas por essa nova geografia que surgiu, o que impede o intercruzamento entre elas. Esse impedimento faz com que ocorra uma quebra de fluxo gênico entre essas populações, o que leva ao surgimento de novas espécies. 
Sabe-se, com isso, que o isolamento geográfico leva ao isolamento reprodutivo, que é o evento crucial para a origem de uma nova espécie. Quando o isolamento geográfico perdura por muito tempo, o isolamento reprodutivo evolui e, quando esse tipo de isolamento ocorre, mesmo que o isolamento geográfico passe a não existir mais, os indivíduos das novas espécies criadas não conseguem mais se reproduzir ao se encontrarem. Isso pode ser evidenciado através da observação de diferenças no comportamento reprodutor, da incompatibilidade na estrutura e tamanho dos órgãos reprodutores, da inexistência de descendentes ou, ainda, da esterilidade dos descendentes, no caso de eles existirem. Qualquer população, ou qualquer organismo, pode sofrer especiação se isolado de seus vizinhos.
Segundo Mayr (1942), a maneira mais significativa de interromper uma população é por isolamento geográfico. Por exemplo, uma geleira pode invadir um vale, criando duas populações separadas, uma de cada lado da geleira. Um aumento no nível do mar pode transformar uma península em uma cadeia de ilhas, separando os besouros de cada lugar. Esse tipo de isolamento não precisa perdurar para sempre; precisa somente formar uma barreira longa o suficiente para deixar que a população isolada se torne geneticamente incompatível com o resto da espécie originária. Uma vez que a geleira derreta ou que o nível do oceano baixe e transforme as ilhas de volta em península, os organismos serão incapazes de se reproduzirem entre si.
Porém, nem sempre acaba tendo isolamento reprodutivo entre grupos que se separam, ou seja, nem sempre ocorre a formação de novas espécies. Há casos em que a barreira geográfica é desfeita precocemente e o isolamento geográfico é interrompido antes que haja a especiação. Nessa situação, é possível que os componentes dos dois grupos que se encontravam separados tenham acumulado diferenças que os distinguem entre si, mas que não impedem a reprodução entre eles. Isto é, os dois grupos ainda pertencem à mesma espécie. Essas características acumuladas entre eles seriam no âmbito morfológico. Um caso interessante que ilustra o que foi dito é o da rã norte-americana Rana pipiens. A distribuição geográfica dessa espécie de animal ocorre do norte ao sul da América do Norte. As diferentes populações apresentam características morfológicas distintas. Só que dificilmente uma rã do Norte se acasala com uma do Sul. Se isso for feito artificialmente, notar-se-á uma grande quantidade de descendentes defeituosos. No entanto, se os cruzamentos ocorrem entre populações vizinhas, a porcentagem de indivíduos normais será de 100%. Esse fato mostra que, em Rana pipiens, ocorre o que chamamos de fluxo gênico (troca de genes) entre populações vizinhas, desde o Norte até o Sul, de modo que todas essas populações pertencem à mesma espécie. É provável que, se as populações intermediárias forem eliminadas, as que se encontram em extremos opostos venham a constituir duas novas espécies, incapazes de trocar genes.
Não obstante, é importante ressaltar que a eficiência das barreiras irá variar de acordo com a espécie. Para ilustrar, pode-de usar o exemplo de um rio. O surgimento do rio em uma determinada região poderá ser uma eficiente barreira geográfica para zebras, por exemplo, que não poderão atravessá-lo. Porém, esse mesmo rio não será uma boa barreira para um grupo de aves, que poderão superar esse obstáculo através do voo e manter o fluxo gênico. Logo, o surgimento de uma nova condição geográfica no ambiente não resultará em quebra de fluxo gênico para todas as espécies em que ali habita.

## Esquilos no Grand Canyon

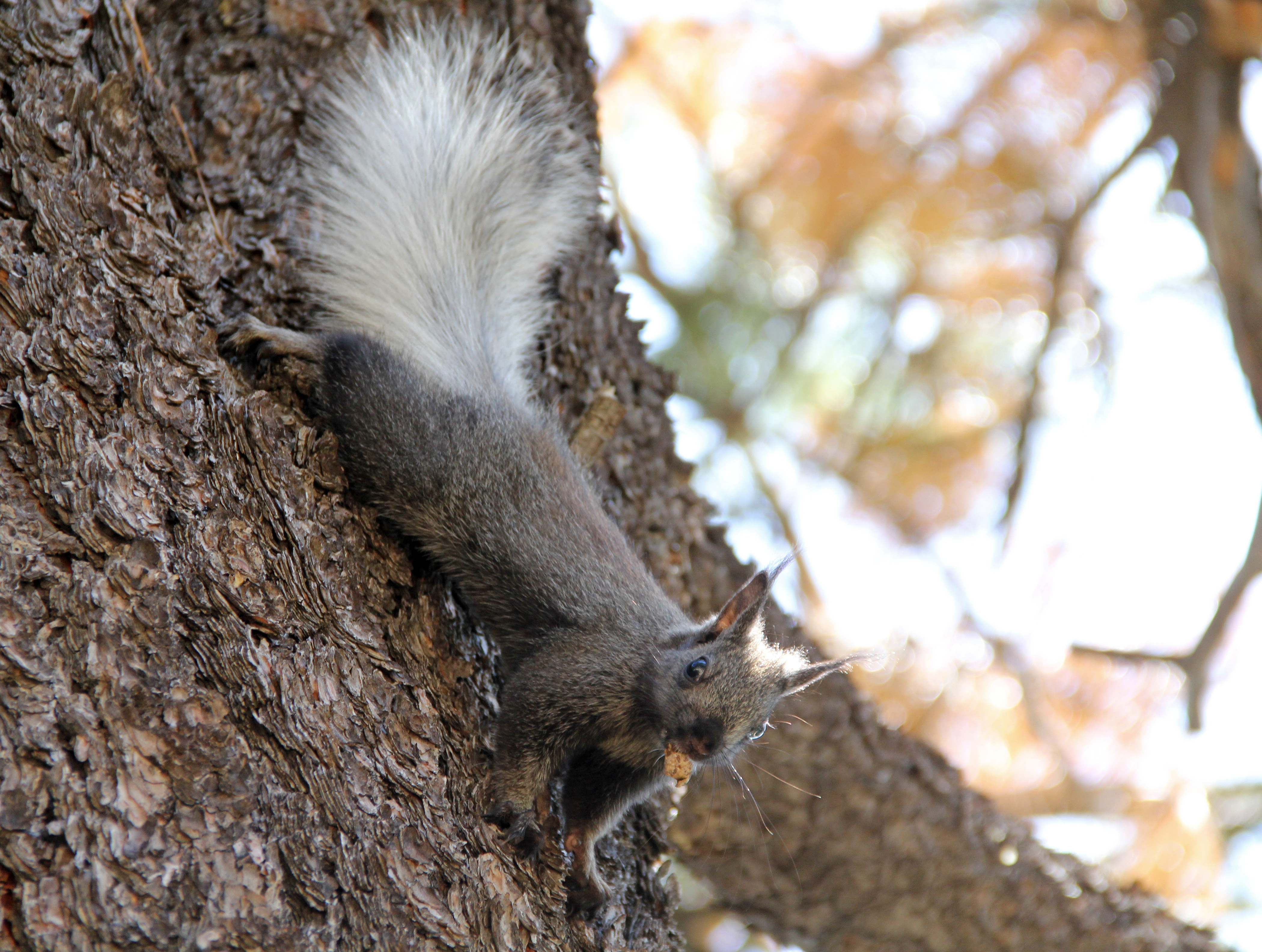
Esquilo Kaibab

Um exemplo interessante de isolamento geográfico é o que ocorre no Grand Canyon, nos Estados Unidos. Dois tipos diferentes de esquilos podem ser encontrados vivendo no parque: o esquilo Abert e o esquilo Kaibab. Porém, esses dois esquilos nunca serão vistos ocupando um mesmo local. Isso se deve ao fato do esquilo Kaibab só habitar a parte norte do parque e o esquilo Abert, a parte sul do mesmo. Isso é um reflexo do fato de o Grand Canyon servir como uma barreira geográfica, que isola essas duas espécies e que impede o fluxo gênico entra elas.

## Alopatria / Peripatria, Parapatria e Simpatria: Relações Geográficas
É importante se fazer uma distinção entre as diversas condições geográficas das populações em especiação.  Teoricamente, uma espécie recém – surgida poderia ter uma relação geográfica alopátrica, parapátrica ou simpátrica com a sua ancestral. Se uma nova espécie evolui em uma população geograficamente isolada de sua ancestral, o processo é chamado de especiação alopátrica. Se uma nova espécie evolui em uma população geograficamente contínua, isto se chama especiação parapátrica. Se a nova espécie evolui no mesmo âmbito geográfico de sua ancestral, isso se chama especiação simpátrica. A especiação peripátrica é um tipo especial de especiação alopátrica. A maioria dos biólogos aceita que a especiação alopátrica ocorre. A ocorrência das especiações parapátrica e simpátrica é mais duvidosa.

### Especiação Alopátrica
Na especiação alopátrica, especiação esta defendida por Mayr, uma nova espécie evolui quando uma (ou mais de uma) população de uma espécie se separa das demais populações dessa espécie. Esse tipo de evento ocorre frequentemente na natureza. Por exemplo, uma espécie poderia separar-se em duas populações se uma barreira física dividisse o seu âmbito geográfico. A barreira poderia ser algo como uma nova cadeia de montanhas, ou um rio, cindindo a população anteriormente contínua. Esse fato é um clássico exemplo de isolamento geográfico. Populações intermediárias de uma espécie podem ser extintas, talvez por algum surto de uma doença local, deixando as populações geograficamente extremas separadas entre si. Ou uma subpopulação pode migrar (ativa ou passivamente) para um novo local, fora do âmbito da espécie ancestral, tal como quando uns poucos indivíduos colonizam uma ilha distante da terra natal. Uma população assim, no extremo do âmbito principal de uma espécie, é chamada de "isolado periférico". De um modo ou de outro, uma espécie pode ficar geograficamente subdividida, passando a se constituir de várias populações, entre as quais o fluxo gênico foi cortado. A evolução de uma barreira de isolamento exige que alguma característica nova, por exemplo, um novo canto de cortejo, evolua em pelo menos uma das populações – uma nova característica que tenha o poder de impedir o fluxo gênico. Na teoria da especiação alopátrica, a cessação do fluxo gênico entre as populações alopátricas leva, com o tempo, à evolução de barreiras intrínsecas de isolamento entre elas. Ou seja, o isolamento reprodutivo pode evoluir como subproduto da divergência em populações alopátricas.
No caso de um processo de especiação alopátrica, a população inicial divide-se em dois grandes grupos, que ficam isolados geograficamente, por exemplo, pela formação de um rio, aumento da densidade arbórea de uma floresta, formação de uma montanha, entre outros. Os dois grupos recém-formados iniciam, assim, um mecanismo de diferenciação genotípica e fenotípica. Com o passar dos anos, mesmo que a barreira que os isolou desapareça, esses dois grupos já estarão de tal forma evoluídos e reprodutivamente isolados que, possivelmente, já não são capazes de trocar genes entre eles.Um caso especial de especiação alopátrica seria a especiação peripátrica. Nesse tipo de especiação, surge uma barreira que gera uma população periférica, ou seja, a barreira não surge no “meio” dessa população. Na especiação peripátrica, populações de tamanho pequeno fazem com que a especiação completa seja o resultado mais provável do isolamento geográfico, porque a deriva genética age mais rapidamente em populações de menos tamanho. Deriva genética e talvez, fortes pressões seletivas (seleção natural), causariam uma rápida mudança genética na pequena população. Esta mudança genética poderia levar a especiação.
Logo, a periferia se torna um local desfavorável, pois se tem a deriva genética e a seleção natural atuando fortemente. Esse fato foi chamado por Mayr de "revoluções genéticas" e, segundo ele, esse tipo de especiação é a mais provável de ocorrer. Sabe-se hoje que as revoluções genéticas talvez não ocorram. 

### Tentilhões de Galápagos

Os Tentilhões-de-galápagos

Um exemplo famoso de especiação alopátrica são os tentilhões-de-galápagos descritos por Charles Darwin. Acredita-se que todas as espécies derivaram de uma espécie ancestral que se dispersou, colonizando o arquipélago. Repetidos episódios de colonização ocorreram e, através do isolamento, as populações divergiram nas ilhas ocupadas, produzindo cinco gêneros e treze espécies. No entanto, hoje, algumas espécies (em torno de 10) coexistem em certas ilhas, o que demonstra o total isolamento entre as espécies, que não apenas desenvolveram comportamentos reprodutivos diferenciados que impedem a hibridização, como também evoluíram para mudanças na morfologia e no comportamento ecológico, como a forma e tamanhos diferenciados dos bicos e a diversidade de dietas.

## Especiação simpátrica
Na especiação simpátrica, as espécies evoluem no mesmo lugar. Uma espécie se bifurca sem que haja qualquer divisão da distribuição geográfica da espécie ancestral.  Esse tipo de especiação não requer distância geográfica em larga escala para reduzir o fluxo gênico entre os indivíduos de uma população. O simples fato de explorar um novo nicho ecológico pode automaticamente reduzir o fluxo de genes com indivíduos que exploraram outros nichos. Isso ocasionalmente pode acontecer quando, por exemplo, insetos herbívoros experimentarem uma nova planta hospedeira.
No entanto, biólogos questionam se este tipo de especiação acontece muito frequentemente. Em geral, a seleção para especialização teria que ser extremamente forte a fim de provocar divergência na população. Isso ocorre porque o fluxo gênico em operação em uma população de acasalamento aleatório tende a destruir as diferenças entre as espécies incipientes. De modo a testar se a especiação foi simpátrica ou alopátrica, pode-se utilizar a filogenia . Se uma nova espécie surge por especiação alopátrica, seus parentes mais próximos geralmente viverão em uma área geográfica diferente, como um lago ou um rio vizinho. Isso demonstra claramente a ocorrência do isolamento geográfico na especiação. Não obstante, se a espécie evoluiu de forma simpátrica, as espécies mais estreitamente relacionadas em geral viverão no mesmo lago.

### Moscas-da-maçã

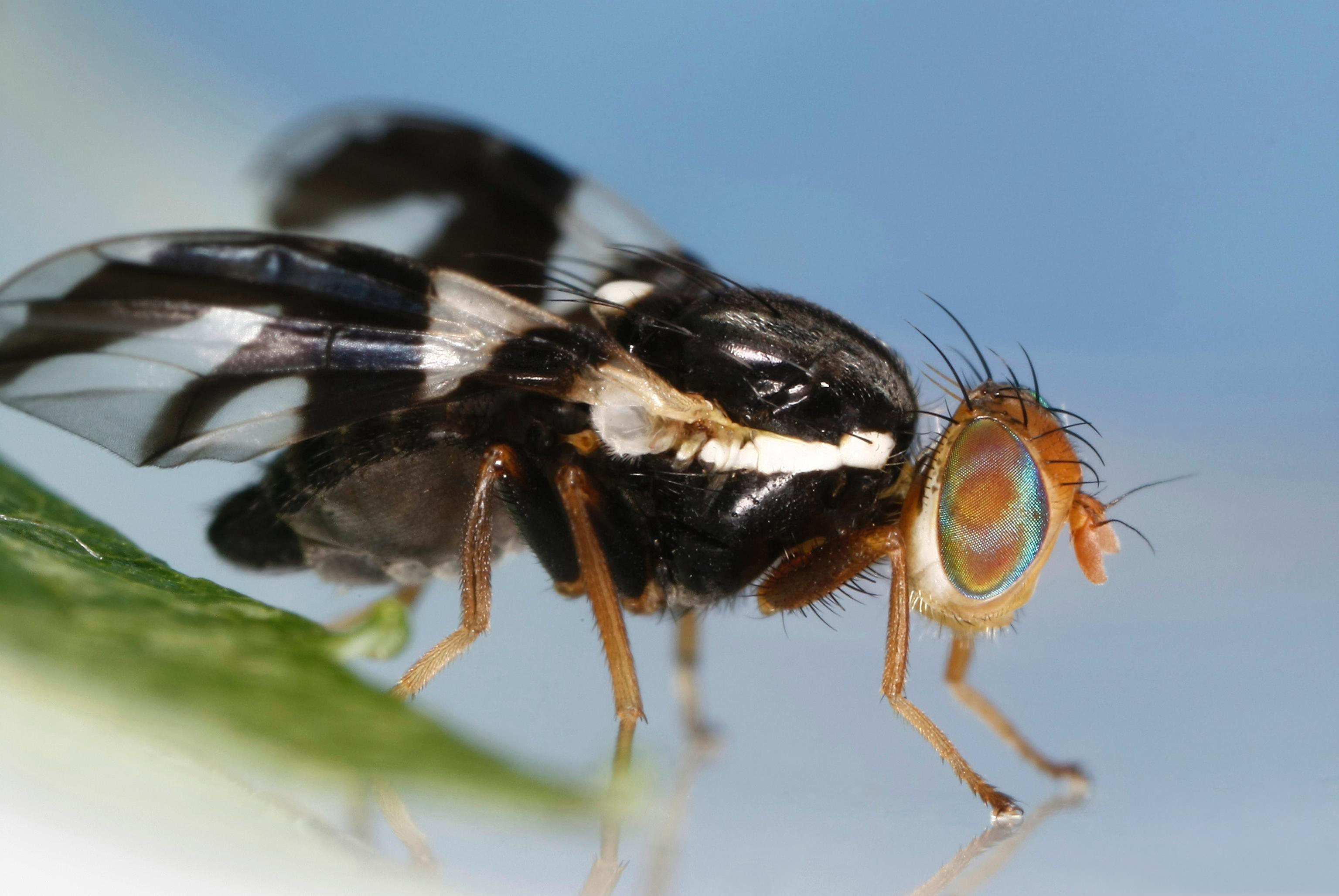
Mosca Rhagoletis pomonella

Um exemplo disso é a mosca-da-maçã.  A Rhagoletis pomonella é uma mosca tefritídea e uma praga das maçãs. Ela põe seus ovos nas maçãs e a larva arruína a fruta, mas isso não foi sempre assim. Na América do Norte, o recurso nativo da larva da R. pomonella é o pilriteiro. Só em 1864 ela foi encontrada pela primeira vez em maçãs. Desde então, ela se expandiu pelos pomares norte–americanos e começou a explorar também cerejas, peras e rosas. Essas mudanças para novas plantas alimentares são chamadas "trocas de hospedeiro". Na troca de hospedeiros de R. pomonella, a especiação é bem provável que aconteça. Atualmente, as R. pomonella nos diferentes hospedeiros são raças geneticamente diferentes. As fêmeas preferem pôr seus ovos no mesmo tipo de fruta em que se desenvolveram: fêmeas que foram isoladas assim que emergiram de maçãs mais tarde preferirão pôr seus ovos em maçãs se puderem escolher. Da mesma forma, os machos adultos tendem a ficar pousados na espécie hospedeira em que eles se desenvolveram e o cruzamento acontece na fruta, antes que as fêmeas façam a postura dos ovos. Portanto, ocorrem cruzamentos preferenciais: machos de maçãs cruzam com fêmeas de maçãs e machos de pilritos cruzam com as fêmeas de pilritos. Dessa forma, o fluxo gênico foi reduzido entre as moscas da maçã e as moscas de pilritos, mesmo que ambas vivam na mesma área geográfica.

## Especiação Parapátrica
Na especiação parapátrica, a nova espécie evolui de populações contínuas, e não das completamente afastadas, como na especiação alopátrica. Nessa especiação, não há nenhuma barreira extrínseca específica para o fluxo gênico. Nesse tipo de especiação, há a ocorrência de uma zona híbrida (ou de contato ou de tensão). A base dessa zona é um gradiente ecológico.  Mayr argumenta se as zonas híbridas são zonas de contato secundárias, ou seja, se essas zonas surgiram a partir de alopatria, quando uma determinada barreira física desapareceu. Por si só, a zona híbrida não é garantia da especiação ser parapátrica, o que torna a evidência para a teoria da especiação parapátrica relativamente fraca. 

### O caso dos corvos

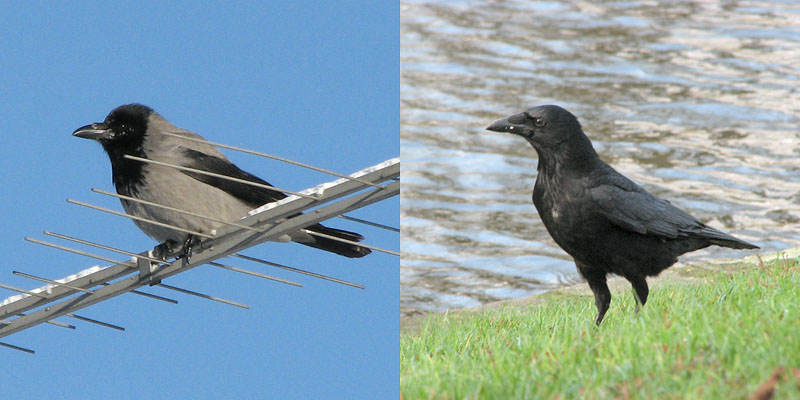
Corvus cornix e C. corone

O corvo carniceiro (Corvus corone) e o corvo de topete (C. cornix) da Europa são um exemplo clássico de espécies em torno de uma zono de tensão. O corvo de topete se distribui mais para o leste e o covo carniceiro, mais para oeste e as duas espécies se vão em uma linha que passa pela Europa central. Naquela linha – zona de tesão –, eles intercruzam e produzem híbridos. A zona híbrida dos corvos foi reconhecida inicialmente pelos fenótipos, porque o corvo de topete é cinza, com cabeça e cauda pretas, enquanto o corvo carniceiro é todo preto. Sabe-se que as duas espécies (ou semi-espécies) também diferem em muitos outros aspectos. O fato de os corvos cruzarem na zona híbrida significa que a especiação deles é incompleta.